# ابيضاض الدم الحاد ثنائي النمط
ابيضاض الدم الحاد ثنائي النمط (BAL) هو نوع غير شائع من ابيضاض الدم ينشأ في الخلايا السلفية متعددة القدرات التي لديها القدرة على التمايز إلى كل من الأنساب النخاعية واللمفاوية. يعد نوعًا فرعيًا من ابيضاض الدم من النسب الغامضة.
الأسباب المباشرة المؤدية إلى ابيضاض الدم الحاد ثنائي النمط ما تزال غير واضحة. يمكن أن يكون ابيضاض الدم الحاد ثنائي النمط دي نوفو أو ثانويًا للعلاج السابق السام للخلايا. قد يكون للعديد من العوامل، مثل الفيروسات والعوامل الوراثية والإشعاع، علاقة بابيضاض الدم الحاد ثنائي النمط.
يصعب علاج ابيضاض الدم الحاد ثنائي النمط. عادةً ما يختار العلاج الكيميائي وفقًا لتشكل الخلايا ALL أو AML. يوصى بشدة بزرع الخلايا الجذعية المكونة للدم. حوالي 5% من حالات سرطان الدم الحاد هي ابيضاض الدم الحاد ثنائي النمط. يمكن أن يحدث ابيضاض الدم الحاد ثنائي النمط في جميع الأعمار ولكنه يحدث عند البالغين أكثر من الأطفال.

## العلامات والأعراض
لدى ابيضاض الدم الحاد ثنائي النمط أعراض مشابهة لأنواع أخرى من سرطان الدم، لكنه عادة ما تكون أكثر خطورة.
الأعراض الناتجة عن تلف نخاع العظم
الكدمات والبقع: والسبب هو نقص الصفائح الدموية. إنه شائع جدًا في مرضى ابيضاض الدم الحاد ثنائي النمط، حيث يموت معظم المرضى بسبب
انخفاض مستوى خلايا الدم الحمراء في مجرى الدم: بسبب تدهور وظيفة المكونة للدم، تحتاج إلى علاج بنقل الدم
الحمى المستمرة والعدوى المطولة بالشفاء:
النزف المنتشر: وهو أمر خطير وقد يؤدي إلى الوفاة.
الأعراض الناتجة عن تسلل خلايا سرطان الدم إلى الأنسجة:
تضخم الغدد الليمفاوية
الم المفاصل
تورم اللثة
تضخم الكبد والطحال
الصداع والقيء: تسلل سرطان الدم إلى أداء ارتداء الجهاز العصبي المركزي.
الكتل الجلدية: لأن المظهر كان أخضر قليلًا، يُعرف أيضًا باسم الورم الأخضر.
الانصباب التأموري أو الجنبي

## الأسباب
السبب الذي يؤدي مباشرة إلى ابيضاض الدم الحاد ثنائي النمط غير واضح. إن التعرض للإشعاع والتعرض للمواد الكيميائية والفيروسات والجينات هي الأسباب الرئيسية التي اقترحها الباحثون.

## الآليات
ترتبط آلية ابيضاض الدم الحاد ثنائي النمط بعدة طفرات. أكثر التشوهات شيوعًا هي t (9 ؛ 22) وإعادة ترتيب الجينات MLL في 11q23.
يؤثر T (9 ؛ 22) على جين ABL في 9q34 وBCR في 22q11. المنتج الجيني الهجين ABL / BCR هو أحد الجينات الورمية التي يمكن أن تؤدي إلى عدة أنواع من سرطان الدم بما في ذلك ابيضاض الدم الحاد ثنائي النمط. يمكن أن ينشط ABL / BCR عدة مسارات جزيئية:
1. يمكن تنشيط إشارات RAS بواسطة BCR / ABL بواسطة محول GRB2 الذي يتفاعل مع Y177 من BCR.
2. من خلال AKT / PKB، يمكن أيضًا تنشيط مسار PI3-K.
3. أبلغ عن STAT5 و1 و6 بأنه حدث إشارة جزيئي كبير ينشط بواسطة BCR / ABL.
4. يمكن تنشيط بعض معقدات الالتصاق البؤري PAXILLIN، FAK0 بواسطة BCR / ABL مع جزيء المحول CRK-L.
5. يمكن أن يعطل BCR / ABL الجزيئات التنظيمية السلبية PTP1B وAbi-1. يرتبط تعطيلهم بالتقدم في أزمة الانفجار.
6. يمكن لمسار BCR / ABL أيضًا تنشيط مسار PI64K / Akt / STAT5 الذي له نشاط مضاد للتموت.
7. يتسبب BCR / ABL في حدوث تشوهات مهاجرة في المادة اللاصقة الخلوية لأن الطفرة ستؤدي إلى استجابة غير طبيعية للكيماويات الكيميائية SDF-1

يقوم جين MLL بترميز Histone-lysine N-methyltransferase (HRX)، وهو عبارة عن هيستون ميثيل ترانسفيراز. إنه منظم إيجابي لنسخ الجينات. لقد ثبت أن العناصر المرتبطة بعامل الخلية المضيفة C1، بروتين رابط CREB، WDR5، CTBP، MEN1، إلخ. ترتبط إعادة ترتيب MLL بأنواع مختلفة من ابيضاض الدم الحاد العدواني. ترجع معظم حالات ابيضاض الدم ثنائي النمط عند الأطفال إلى إعادة ترتيب MLL
إلى جانبهم، أبلغ عن تشوهات جينية أخرى. مثل t (8؛ 21) وt (15؛ 17) وdel (6q) وdel (12p) وt (x؛ 12) وt (14 ؛ 19). في مرضى ابيضاض الدم الحاد ثنائي النمط، يكون عرضة للكدمات، والبقع الناتجة عن نقص خلايا النواء التي يمكن أن تنتج الصفائح الدموية، ما يؤدي إلى نقص الصفائح الدموية.
فقر الدم: تقليل عدد الخلايا المتروية التي يمكن أن تنتج خلايا الدم الحمراء، ما يؤدي إلى نقص خلايا الدم الحمراء. المرضى عرضة للربو والدوخة في المشي أو ممارسة الرياضة.
الحمى المستمرة، والشفاء لفترات طويلة: معظم خلايا الدم البيضاء هي خلايا سرطان الدم، لا تعمل بشكل طبيعي، ما يؤدي إلى انخفاض المناعة، وعرضة للعدوى.